# Bahnhof Frankfurt (Main) Süd
Der Bahnhof Frankfurt (Main) Süd (umgangssprachlich: Frankfurter Südbahnhof) in Frankfurt-Sachsenhausen ist einer von vier Fernbahnhöfen in Frankfurt am Main. Im Gegensatz zum Hauptbahnhof ist er kein Kopfbahnhof, sondern ein Durchgangsbahnhof und zählt vier Gleise für den S-Bahn-Verkehr (barrierefrei) und fünf Gleise an 3 Bahnsteigen ohne  Aufzüge für Züge des Schienenpersonenfernverkehrs (Intercity-Express, Intercity, Nightjet, EuroNight) und des Schienenpersonennahverkehrs (Regional-Express und Regionalbahn). In der Tiefebene befindet sich die Endstation der U-Bahn, auf dem Vorplatz halten Straßenbahnen und Busse.

## Geografische Lage
Der Bahnhof liegt im südmainischen Stadtteil Sachsenhausen-Nord in einem großstädtisch geprägten Gründerzeitbezirk. Vom Bahnhofsvorplatz, dem Diesterwegplatz, verlaufen fünf Straßen sternförmig in die Umgebung: nach Südwesten und Nordosten die Hedderichstraße, nach Nordwesten die Diesterwegstraße zum Schweizer Platz, nach Norden die Stegstraße (zum Eisernen Steg) und nach Nordosten die Brückenstraße (zur Alten Brücke). Auf dem Diesterwegplatz findet dienstags und freitags ein Wochenmarkt statt.
Einen Block westlich des Bahnhofs verläuft die Schweizer Straße, die Hauptachse des gründerzeitlichen Sachsenhausen. Unmittelbar nordöstlich des Bahnhofsvorplatzes, zwischen Hedderich- und Textorstraße, liegt das alte, 2003 geschlossene Straßenbahndepot Sachsenhausen, das mittlerweile entkernt und neu aufgebaut wurde. In den ehemaligen umgebauten Hallen haben eine große Supermarktkette und eine Außenstelle der Frankfurter Stadtbibliothek eine neue Bleibe gefunden.
Der Südausgang des Bahnhofs führt auf die Mörfelder Landstraße.

## Geschichte

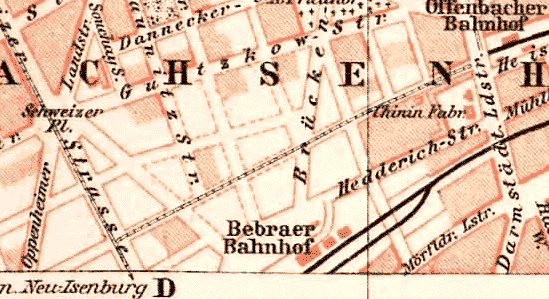
Umgebung des damaligen Bebraer Bahnhofs, 1893

Der heutige Südbahnhof wurde am 15. November 1873 eröffnet, gleichzeitig mit dem Offenbacher Hauptbahnhof. Die bis 1866 kurhessische, dann preußische Staatsbahn von Bebra über Fulda und Hanau nach Frankfurt, die Bebraer Bahn, nahm an diesem Tage ihre südmainische Strecke zwischen Hanau und Frankfurt in Betrieb, wodurch Sachsenhausen und Offenbach direkten Anschluss an diese Strecke erhielten. Sie ist bis heute eine der drei Schienenverbindungen zwischen Frankfurt und Hanau. Zuvor mussten die Züge aus Bebra nordmainisch die Frankfurt-Hanauer Eisenbahn und die städtische Verbindungsbahn benutzen, um die Frankfurter Westbahnhöfe zu erreichen.
Der Bahnhof trug ursprünglich die Bezeichnung Bebraer Bahnhof. Später wurde die Bezeichnung in Frankfurt-Sachsenhausen und zum 1. Mai 1909 (Fahrplanwechsel) in Frankfurt a. M. Süd geändert. Nach dem Ende des Zweiten Weltkrieges war der Bahnhof vorübergehend als Frankfurt South ausgeschildert.
Das erste Empfangsgebäude des Südbahnhofs war ein langgestrecktes, zweigeschossiges Fachwerkgebäude mit giebelständigen Flügeln an beiden Enden. Vorgelagert war eine große Terrasse mit Freitreppe. Benachbart wurden ein Direktionsgebäude und ein Wohnhaus für den Direktions-Präsidenten errichtet. Letzteres ist erhalten und heute ein Kulturdenkmal aufgrund des Hessischen Denkmalschutzgesetzes.
1914 wurde das bis heute erhaltene Empfangsgebäude eröffnet. In seinen reduzierten Jugendstilformen ähnelt es etwas dem im gleichen Jahr eröffneten Bahnhof Frankfurt-Höchst. Die ursprünglich vorhandene eiserne Bahnsteighalle wurde Mitte der 1960er Jahre abgerissen. 
Als die U-Bahn unter dem Empfangsgebäude errichtet wurde (abgeschlossen 1984), wurde dieses nahezu komplett abgetragen und anschließend wiedererrichtet. Es beherbergt seitdem auch ein Bürgerhaus und Kulturzentrum. 

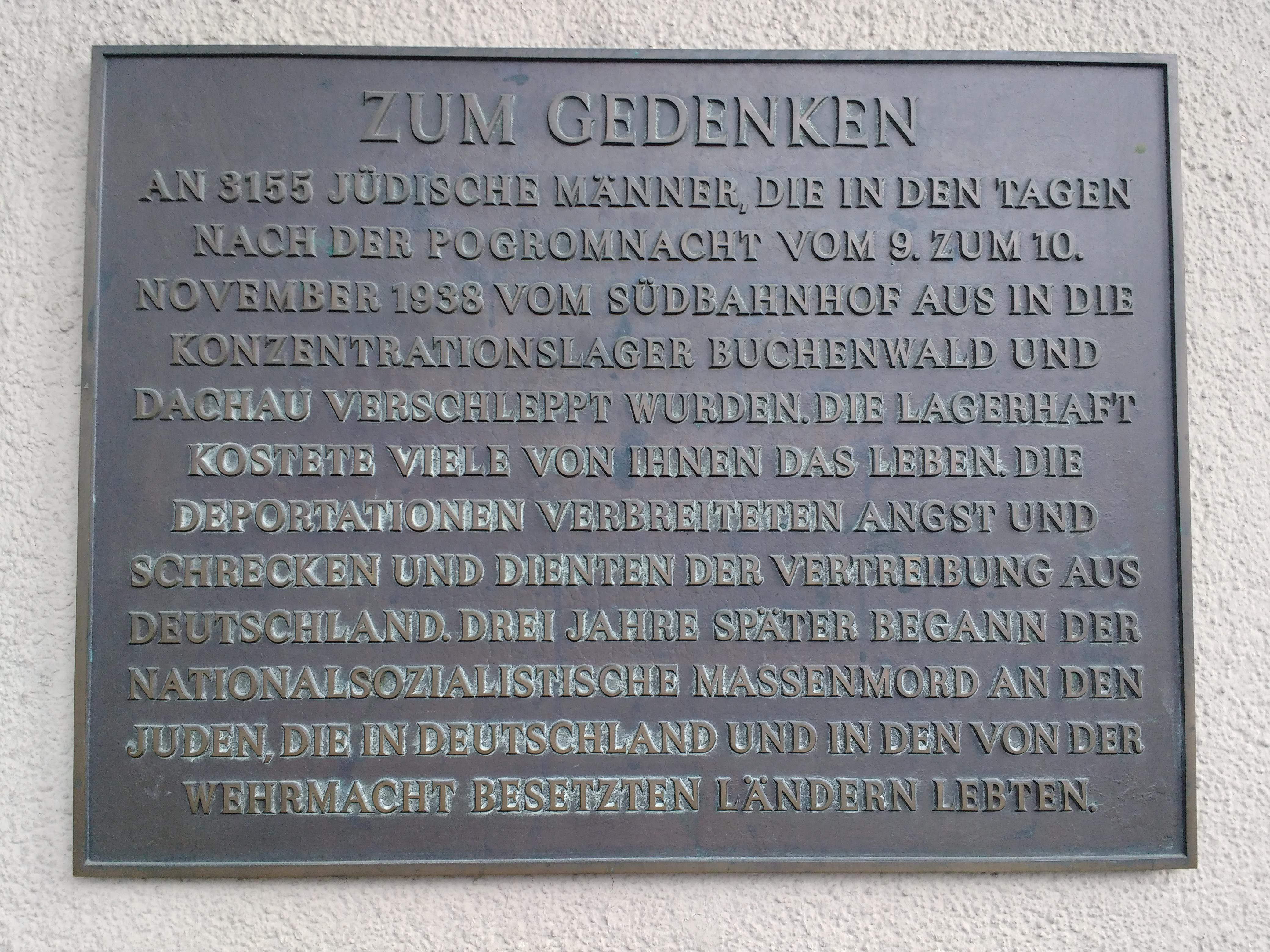
Tafel zur Erinnerung an die nach dem Novemberpogrom 1938 deportierten Frankfurter Juden

Vom 11. bis 13. November 1938 wurden vom Südbahnhof aus die nach den Novemberpogromen in der Frankfurter Festhalle zusammengetriebenen jüdischen Männer in die Konzentrationslager Buchenwald (2621 Personen) und Dachau (534 Personen) deportiert. Seit 2011 erinnert daran eine Gedenktafel neben dem Hauptportal.
Ab dem 22. September 1945 verkehrte mit dem D 369 / D 370 eines von drei Zugpaaren, mit denen in der Amerikanischen Besatzungszone nach dem Ende des Zweiten Weltkrieges der Fernverkehr mit Reisezügen für den öffentlichen Verkehr wieder aufgenommen wurde, zwischen Frankfurt (Main) Süd und München Hauptbahnhof über Kornwestheim. Der Zug führte ausschließlich die 3. Wagenklasse und benötigte für die Strecke etwa 10:30 Stunden.

1996 und 1997 kam es zu zwei sehr ähnlich verlaufenen Eisenbahnunfällen im Bereich des Bahnhofs. Aber erst seit dem zweiten Unfall wurden Konsequenzen gezogen und es besteht seitdem ein Durchfahrtsverbot für Züge mit beladenen Kesselwagen, die Gefahrgut transportieren.

## Geplanter Ausbau

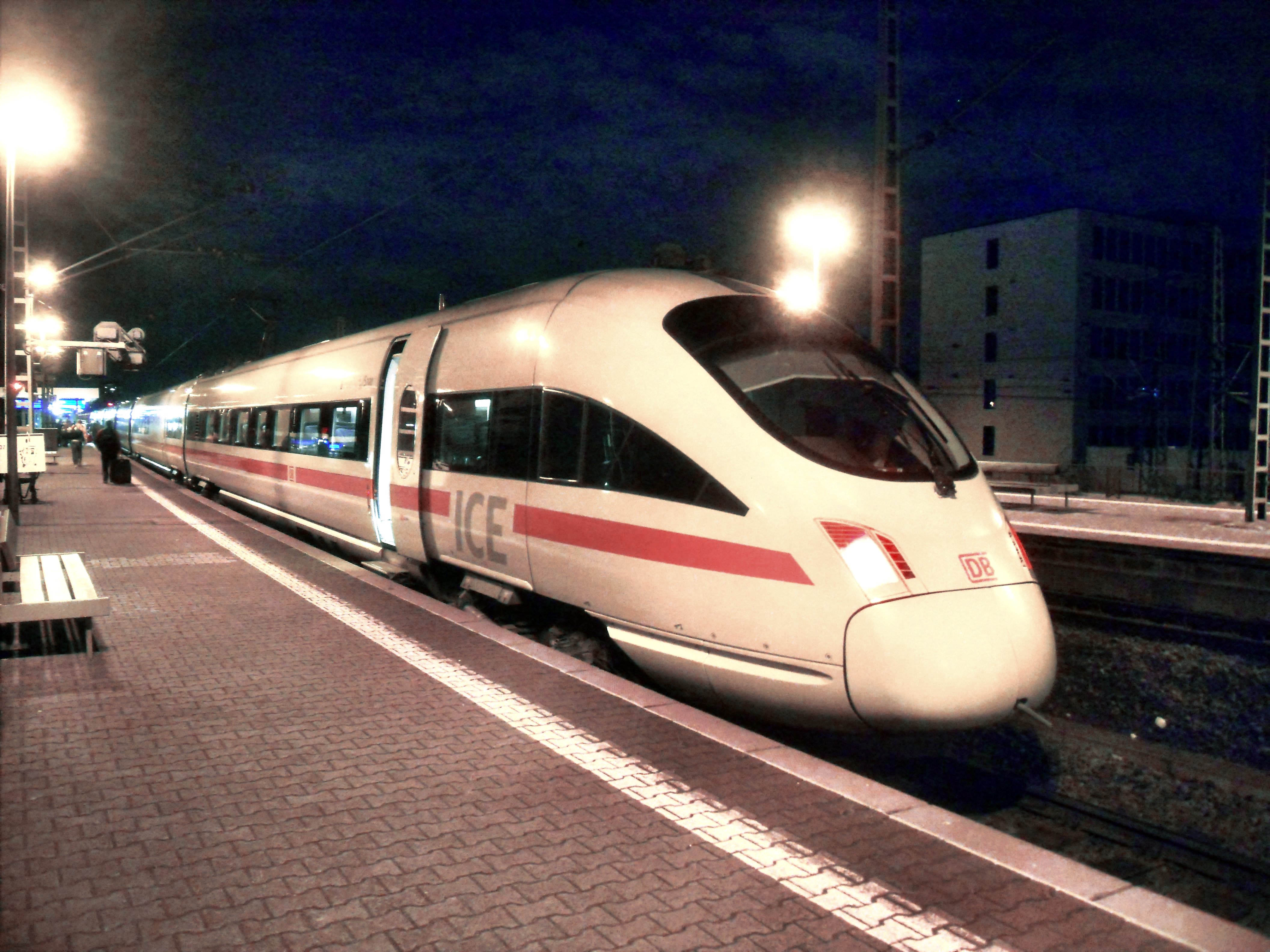
Ein ICE T auf dem Weg nach Frankfurt Flughafen

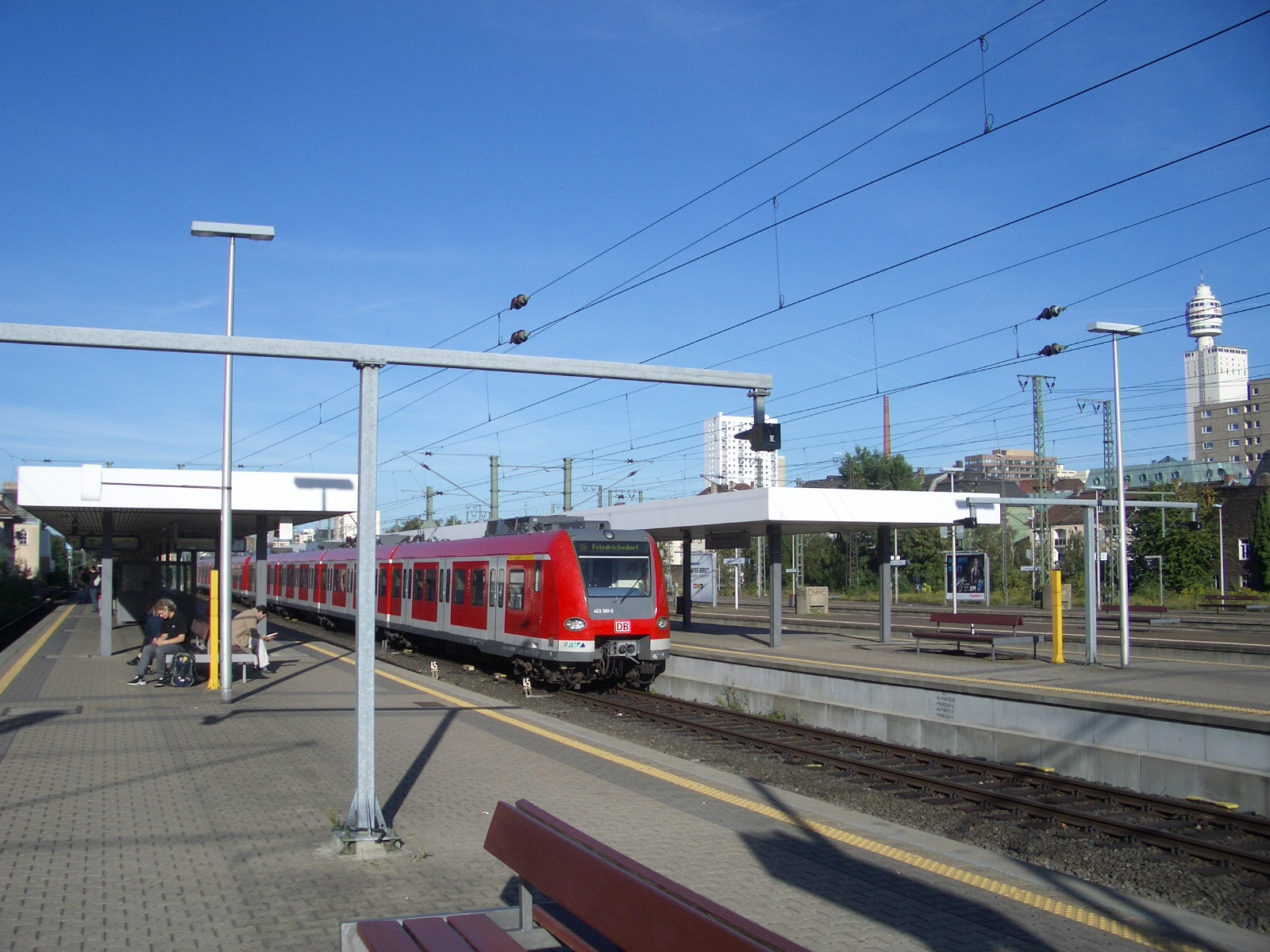
Die S-Bahn Rhein-Main nutzt die beiden nördlichen Bahnsteige, der Regional- und Fernverkehr die drei südlichen Bahnsteige.

Im Rahmen des Deutschlandtaktes soll das derzeit nicht nutzbare Gleis 10 am Südbahnhof ertüchtigt und für den Personenverkehr nutzbar gemacht werden.
Ferner soll im Rahmen des ohnehin notwendigen Neubaus der Deutschherrnbrücke eine Verbindungskurve von der nordmainischen auf die südmainische Strecke errichtet werden, um eine höhenfreie Einfädelung für Züge von der nordmainischen Strecke in Richtung Frankfurt Hauptbahnhof zu ermöglichen. Dadurch soll die Kapazität der Zulaufstrecke zum Hauptbahnhof gesteigert werden.
Neben der Verbindungskurve sind auch zusätzliche Weichen vorgesehen, um einen flexibleren Betriebsablauf zu ermöglichen.
Der ursprünglich geplante viergleisige Ausbau zwischen Südbahnhof und Hauptbahnhof musste wegen der beengten Platzverhältnisse im Bereich Uniklinik sowie dem dann notwendigen Neubau einer weiteren Mainquerung neben der bereits bestehenden Main-Neckar-Brücke fallengelassen werden.

## Bedienung

### Fernverkehr
Im Schienenpersonenfernverkehr wird der Südbahnhof nur von einzelnen Intercity-Express- und Intercity-, Nightjet-, EuroNight- und Flixtrain-Linien bedient, um den Halt im Kopfbahnhof in der Innenstadt zu vermeiden.
| Linie  | Linienverlauf | Takt (min)                  |
| ------ | --- | --------------------------- |
| ICE 12 | Zürich – Basel SBB – Basel Bad – Freiburg − Offenburg – Baden-Baden – Karlsruhe – Mannheim – Frankfurt – Frankfurt Flughafen – Frankfurt Süd – Hanau – Fulda – Göttingen – Hannover – Wolfsburg – Stendal – Berlin-Spandau – Berlin Zoologischer Garten – Berlin – Berlin Ostbahnhof | ein Zug täglich             |
| ICE 13 | Berlin Ostbahnhof – Berlin Hbf – Berlin-Spandau – Braunschweig – Hildesheim – Göttingen – Kassel-Wilhelmshöhe – Fulda – Frankfurt Süd – Frankfurt Flughafen | 120                         |
| ICE 20 | Hamburg-Altona – Hamburg – Hannover – Göttingen – Kassel-Wilhelmshöhe – Frankfurt Süd – Darmstadt – Heidelberg – Stuttgart | ein Zug (Fr)                |
| ICE 22 | Frankfurt Hauptbahnhof – Frankfurt Süd – Hanau – Fulda – Kassel-Wilhelmshöhe – Göttingen – Hannover – Bremen – Oldenburg | ein Zug täglich             |
| ICE 24 | (Hamburg-Altona −) Hamburg-Dammtor – Hamburg – Hannover – Göttingen – Kassel-Wilhelmshöhe – Frankfurt Süd – (Endhaltestellen sind entweder Frankfurt; Karlsruhe via Darmstadt oder Stuttgart via Mannheim)                                                                           | 1–2 Züge täglich (außer Sa) |
| ICE 82 | Berlin Ostbahnhof – Berlin – Berlin-Spandau – Frankfurt Süd – Karlsruhe – Strasbourg – Paris Est | ein Zugpaar                 |
| IC 51  | Leipzig – Weißenfels – Naumburg – Apolda – Weimar – Erfurt – Gotha – Eisenach – Fulda – Frankfurt Süd – Darmstadt – Bensheim – Weinheim – Heidelberg – Wiesloch-Walldorf – Karlsruhe-Durlach – Karlsruhe Hbf                                                                         | ein Zug (So)                |
| IC 60  | Basel SBB – Freiburg (Breisgau) – Baden-Baden – Karlsruhe – Darmstadt – Frankfurt Süd – Fulda – Eisenach – Weimar – Halle (Saale) – Berlin Hbf | ein Zug (So)                |
| NJ     | Düsseldorf – Köln – Bonn – Koblenz – Mainz – Frankfurt Flughafen – Frankfurt Süd – Nürnberg – Augsburg – München – Kufstein – Wörgl – Innsbruck | ein Zugpaar                 |
| NJ     | Düsseldorf – Köln – Bonn – Koblenz – Mainz – Frankfurt Flughafen – Frankfurt Süd – Nürnberg – Passau – Linz – St. Pölten – Wien Meidling – Wien | ein Zugpaar                 |
| FLX 10 | Stuttgart – Heidelberg – Frankfurt Süd – Fulda – Erfurt – Halle (Saale) – Berlin Hbf (tief) | zwei Zugpaare               |
| FLX 11 | Mainz – Frankfurt-Flughafen – Frankfurt-Süd – Offenbach (Main) – Hanau – Fulda – Kassel-Wilhelmshöhe – Göttingen – Hannover Messe/Latzen – Wolfsburg – Berlin-Spandau – Berlin | drei Zugpaare/Woche         |
| ASN    | Alpen-Sylt-Nachtexpress: Westerland (Sylt) – Husum – Hamburg – Frankfurt Süd – Würzburg – Nürnberg – Augsburg – München – Salzburg | zwei Zugpaare/Woche         |

Die Nightjet-Züge von Düsseldorf nach Innsbruck bzw. Wien verkehren bis Nürnberg im Zugverband und werden dort geflügelt sowie mit den ebenfalls bis Nürnberg im Zugverband verkehrenden Nightjet-Zügen von Hamburg-Altona nach Innsbruck bzw. Wien vereinigt. So ergeben sich mit zwei Zugpaaren vier Direktverbindungen.
Auch bei Bauarbeiten und/oder Störungen ist der Bahnhof Frankfurt (Main) Süd regelmäßig Ersatzhalt für den Frankfurter Hauptbahnhof.

### Regional- und S-Bahn-Verkehr
Im Schienenpersonennahverkehr halten unter anderem die folgenden Regional-Express-, Regionalbahn- und S-Bahn-Linien am Südbahnhof:
| Linie | Verlauf | Takt | Betreiber       |
| ----- | --- | --- | --------------- |
| RE 5  | Kinzigtalbahn: Frankfurt (Main) Hbf – Frankfurt (Main) Süd – Hanau Hbf – Bad Soden-Salmünster – Schlüchtern – Fulda – Hünfeld – Bad Hersfeld – Bebra Stand: Fahrplanwechsel Dezember 2021 | einzelne Züge | DB Regio Mitte  |
| RE 50 | Kinzigtalbahn: Frankfurt (Main) Hbf – Frankfurt (Main) Süd – Offenbach (Main) Hbf – Hanau Hbf – Langenselbold – Gelnhausen – Wächtersbach – Bad Soden-Salmünster – Steinau (Straße) – Schlüchtern – Flieden – Neuhof (Kr Fulda) – Fulda (– Hünfeld – Bad Hersfeld – Bebra) (einzelne Züge) Stand: Fahrplanwechsel Dezember 2021 | 60 min (Verstärker zur HVZ) | DB Regio Mitte  |
| RB 51 | Kinzigtalbahn: Frankfurt (Main) Hbf – Frankfurt (Main) Süd – Offenbach (Main) Hbf – Hanau Hbf – Wolfgang (Kr Hanau) – Rodenbach (b Hanau) – Langenselbold – Niedermittlau – Hailer-Meerholz – Gelnhausen – Haitz-Höchst – Wirtheim – Wächtersbach (– Bad Soden-Salmünster) (nur zur HVZ) Stand: Fahrplanwechsel Dezember 2021 | 60 min 20/40 min (wochentags zur HVZ) | DB Regio Mitte  |
| RE 54 | Main-Spessart-Express: Frankfurt (Main) Hbf – Frankfurt (Main) Süd – Frankfurt Ost – Frankfurt-Mainkur – Maintal West – Maintal Ost – Hanau-Wilhelmsbad – Hanau West – Hanau Hbf – Kahl (Main) – Dettingen (Main) – Kleinostheim – Aschaffenburg Hbf – Heigenbrücken – Wiesthal – Partenstein – Lohr Bf – Langenprozelten – Gemünden (Main) – Karlstadt (Main) – Retzbach-Zellingen – Würzburg Hbf – Schweinfurt Hbf – Haßfurt – Bamberg Stand: Fahrplanwechsel Dezember 2021 | 120 min (mit Lücken zur HVZ) | DB Regio Bayern |
| RE 55 | Main-Spessart-Express: Frankfurt (Main) Hbf – Frankfurt (Main) Süd – Offenbach (Main) Hbf – Hanau Hbf – Kahl (Main) – Dettingen (Main) – Kleinostheim – Aschaffenburg Hbf – Heigenbrücken – Wiesthal – Partenstein – Lohr Bf – Langenprozelten – Gemünden (Main) – Karlstadt (Main) – Retzbach-Zellingen – Würzburg Hbf (– Schweinfurt Hbf – Haßfurt – Bamberg) Stand: Fahrplanwechsel Dezember 2021 | 120 min (Frankfurt–Würzburg; zus. Züge zur HVZ) einzelne Züge zur HVZ (Würzburg–Bamberg) | DB Regio Bayern |
| RB 58 | Rüsselsheim Opelwerk – Rüsselsheim – Frankfurt am Main Flughafen Fernbf / (Frankfurt (Main) Hbf –) (nur HVZ) Frankfurt (Main) Süd – Frankfurt Ost – Frankfurt-Mainkur – Maintal West – Maintal Ost – Hanau-Wilhelmsbad – Hanau West – Hanau Hbf – Großauheim (Kr Hanau) – Großkrotzenburg – Kahl (Main) – Dettingen (Main) – Rückersbacher Schlucht – Kleinostheim – Aschaffenburg Hbf – Hösbach – Laufach Stand: Fahrplanwechsel Dezember 2021 | 60 min 30 min (FF Süd–Hanau zur HVZ) | HLB Hessenbahn  |
| RE 59 | Frankfurt (Main) Flughafen Regionalbf – Frankfurt (Main) Süd – Frankfurt Ost – Maintal Ost – Hanau Hbf (– Kahl (Main) – Aschaffenburg Hbf) (einzelne Züge) Stand: Fahrplanwechsel Dezember 2021 | 120 min (wochentags) | HLB Hessenbahn  |
| RB 61 | Dreieichbahn: Frankfurt (Main) Süd – (Neu Isenburg ←) (morgens) Dreieich-Buchschlag – Dreieich-Sprendlingen – Dreieich-Weibelfeld – Dreieich-Dreieichenhain – Dreieich-Götzenhain – Dreieich-Offenthal – Rödermark-Urberach – Rödermark Ober-Roden – Eppertshausen – Münster (b Dieburg) – Dieburg Stand: Fahrplanwechsel Dezember 2021 | einzelne Züge (HVZ) | DB Regio Mitte  |
| RE 85 | Odenwaldbahn: Frankfurt (Main) Hbf – Frankfurt (Main) Süd – Offenbach (Main) Hbf / (Frankfurt (Main) Ost – Maintal Ost → Hanau West →) – Hanau Hbf – Hainburg-Hainstadt – Seligenstadt (Hess) – Babenhausen (Hess) – Groß-Umstadt Mitte – Groß-Umstadt Wiebelsbach – Höchst (Odenw) – Bad König – Michelstadt – Erbach (Odenw) Stand: Fahrplanwechsel Juni 2022 | 60 min (Frankfurt–Babenhausen) 120 min (Babenhausen–Erbach) | VIAS            |
| S3    | Bad Soden (Taunus) – Sulzbach (Taunus) Nord – Schwalbach a Ts (Limes) – Schwalbach a Ts (Limes) Nord – Niederhöchstadt – Eschborn – Eschborn Süd – Frankfurt-Rödelheim – Frankfurt (Main) West – Frankfurt am Main Messe – Frankfurt (Main) Galluswarte – Frankfurt (Main) Hbf tief – Frankfurt (Main) Taunusanlage – Frankfurt (Main) Hauptwache – Frankfurt (Main) Konstablerwache – Frankfurt (Main) Ostendstraße – Frankfurt (Main) Lokalbahnhof – Frankfurt (Main) Süd | 30 min | DB Regio Mitte  |
| S4    | Kronberg (Taunus) – Kronberg Süd – Niederhöchstadt – Eschborn – Eschborn Süd – Frankfurt-Rödelheim – Frankfurt (Main) West – Frankfurt am Main Messe – Frankfurt (Main) Galluswarte – Frankfurt (Main) Hbf tief – Frankfurt (Main) Taunusanlage – Frankfurt (Main) Hauptwache – Frankfurt (Main) Konstablerwache – Frankfurt (Main) Ostendstraße – Frankfurt (Main) Lokalbahnhof – Frankfurt (Main) Süd | 30 min | DB Regio Mitte  |
| S5    | Friedrichsdorf (Taunus) – Seulberg – Bad Homburg – Oberursel (Taunus) – Oberursel-Stierstadt – Oberursel-Weißkirchen/Steinbach – Frankfurt-Rödelheim – Frankfurt (Main) West – Frankfurt am Main Messe – Frankfurt (Main) Galluswarte – Frankfurt (Main) Hbf tief – Frankfurt (Main) Taunusanlage – Frankfurt (Main) Hauptwache – Frankfurt (Main) Konstablerwache – Frankfurt (Main) Ostendstraße – Frankfurt (Main) Lokalbahnhof – Frankfurt (Main) Süd | 30 min 15 min (Bad Homburg–Frankfurt Süd werktags) | DB Regio Mitte  |
| S6    | (Friedberg (Hess) – Bruchenbrücken – Nieder-Wöllstadt – Okarben –) Groß Karben – Dortelweil – Bad Vilbel – Bad Vilbel Süd – Frankfurt-Berkersheim – Frankfurt-Frankfurter Berg – Frankfurt-Eschersheim – Frankfurt-Ginnheim – Frankfurt (Main) West – Frankfurt am Main Messe – Frankfurt (Main) Galluswarte – Frankfurt (Main) Hbf tief – Frankfurt (Main) Taunusanlage – Frankfurt (Main) Hauptwache – Frankfurt (Main) Konstablerwache – Frankfurt (Main) Ostendstraße – Frankfurt (Main) Lokalbahnhof – Frankfurt (Main) Süd – Frankfurt (Main) Stresemannallee – Frankfurt-Louisa – Neu-Isenburg – Dreieich-Buchschlag – Langen Flugsicherung – Langen (Hess) (– Egelsbach – Erzhausen – Darmstadt-Wixhausen – Darmstadt-Arheilgen – Darmstadt Hbf) | 15 min (Groß Karben–Langen montags–freitags, Bad Vilbel–Langen samstags, Bad Vilbel–Frankfurt Süd sonn-/feiertags) 30 min (Friedberg–Groß Karben montags–freitags, Friedberg–Bad Vilbel samstags, sonn-/feiertags und Langen–Darmstadt werktags, Frankfurt Süd–Darmstadt sonn-/feiertags) | DB Regio Mitte  |

### Nahverkehr

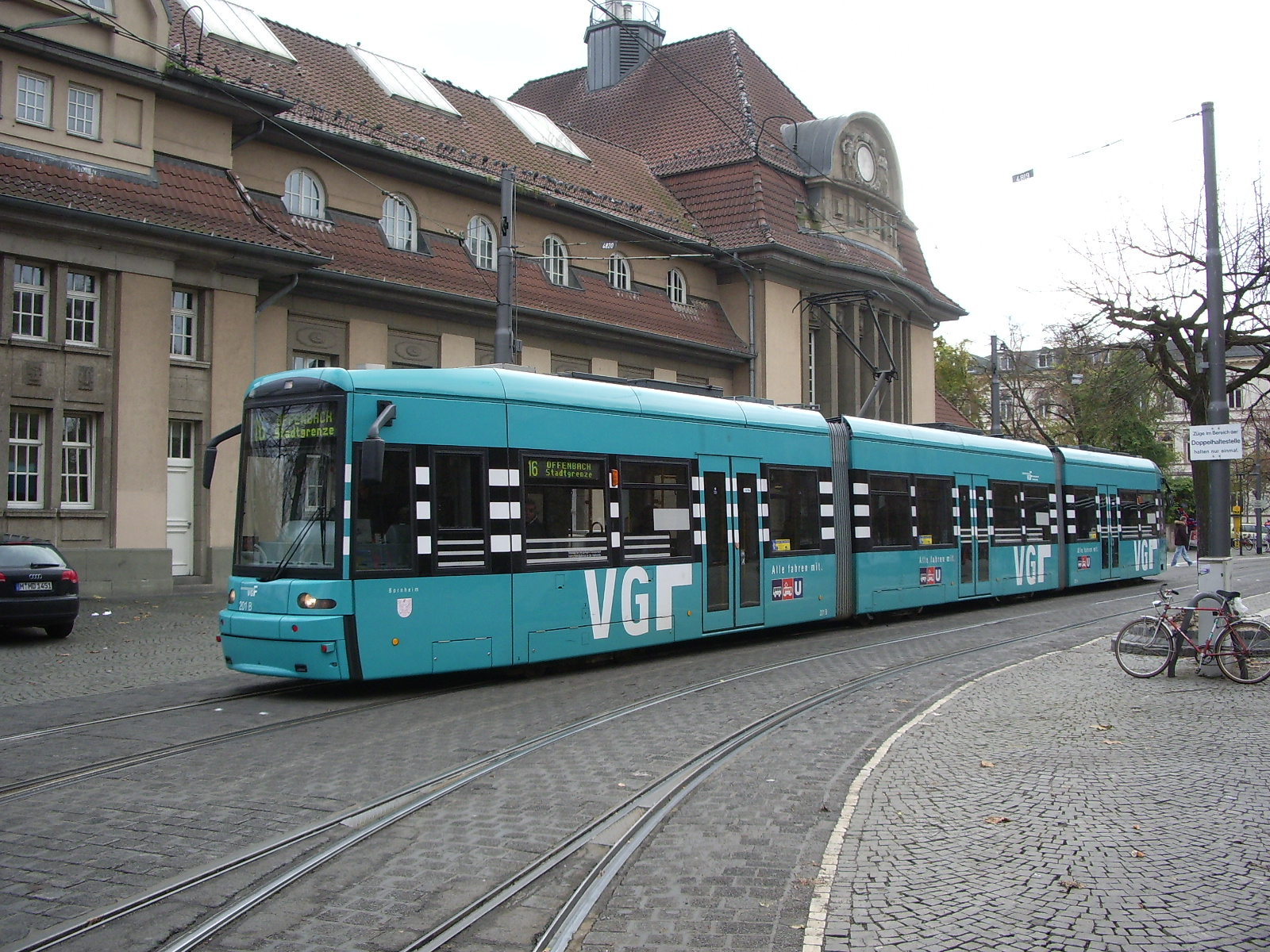
Linie 16 am Südbahnhof

Eine besonders wichtige Rolle spielt der Südbahnhof für den öffentlichen Personennahverkehr.
An der Schnittstelle zwischen Innenstadt und südlichem Vorortbereich gelegen, kreuzen sich hier neben den erwähnten Regionalzügen die Linien S3 bis S6 der S-Bahn Rhein-Main, die U-Bahnen der A-Strecke (Linien U1 bis U3 und U8), die Straßenbahnlinien 15, 16, 18, 19 und der Ebbelwei-Express sowie mehrere Stadt-, Regional- und Nachtbusse (45, 47, 48, 61, 78, 80, 652, 653, X61, X77, N8 und N16).
| Linie | Verlauf | Takt                                                                   |
| ----- | --- | ---------------------------------------------------------------------- |
| 15    | Niederrad Haardtwaldplatz – Universitätsklinikum – Südbahnhof (– Lokalbahnhof – Mühlberg – Oberrad – Offenbach Stadtgrenze) (nur HVZ)                                         | 10 min (werktags) 15 min (sonn-/feiertags)                             |
| 16    | Ginnheim Mitte – Bockenheimer Warte – Festhalle/Messe – Hauptbahnhof – Südbahnhof – Lokalbahnhof – Mühlberg – Oberrad – Offenbach Stadtgrenze                                 | 10 min (werktags) 15 min (sonn-/feiertags)                             |
| 18    | Preungesheim Gravensteiner-Platz – Friedberger Warte – Nordend Ost – Konstablerwache – Lokalbahnhof – Südbahnhof – Fritz-Kissel-Siedlung – Louisa Bahnhof                     | 10 min (werktags) 7/8 min (HVZ an Schultagen) 15 min (sonn-/feiertags) |
| 19    | Schwanheim Rheinlandstraße → Bürostadt Niederrad → Niederrad Bahnhof → Niederrad → Südbahnhof/Schweizer Straße → Louisa Bahnhof                                               | 2 Fahrten (morgens an Schultagen)                                      |
| EE    | Ebbelwei-Expreß: Zoo → Ostendstraße → Römer/Paulskirche → Willy-Brandt-Platz → Hauptbahnhof → Festhalle/Messe → Hauptbahnhof → Südbahnhof → Lokalbahnhof → Ostendstraße → Zoo | 35 min (nur an Wochenenden und Feiertagen)                             |

Am Südausgang in der Mörfelder Landstraße halten die Buslinien 45, 47, 48, 652 und 653.

### U-Bahn
| \| \| \| vom Schweizer Platz \| \| \| \| \| \| \| \| \| \| \| \| \| \| \| Südbahnhof \| \| \| \| \| \| \| \| \| \| \| \| \| \| \| \| \| \| \| \| \| \| \| \| \| Wendeanlage \| \| \| \| \| \| \| |  |                     |             |
| |  | vom Schweizer Platz |             |
| U-Bahn-Abzweig geradeaus und nach halblinks (im Tunnel) · U-Bahn-Abzweig geradeaus und nach halbrechts (im Tunnel)                                                                               |  |                     |             |
| U-Bahn-Abzweig geradeaus und von halblinks (im Tunnel) · U-Bahn-Abzweig geradeaus und von halbrechts (im Tunnel)                                                                                 |  |                     |             |
| |  | Südbahnhof          |             |
| U-Bahn-Verschwenkung von links (im Tunnel) · U-Bahn-Verschwenkung von rechts (im Tunnel) |  |                     |             |
| U-Bahn-Abzweig geradeaus und nach halblinks (im Tunnel) · U-Bahn-Abzweig geradeaus und nach halbrechts (im Tunnel)                                                                               |  |                     |             |
| U-Bahn-Abzweig geradeaus und nach halblinks (im Tunnel) · U-Bahn-Abzweig geradeaus und nach halbrechts (im Tunnel)                                                                               |  |                     |             |
| U-Bahn-Abzweig geradeaus und von halblinks · U-Bahn-Abzweig von halblinks und von halbrechts (im Tunnel) · U-Bahn-Abzweig geradeaus und von halbrechts                                           |  |                     |             |
| U-Bahn-Strecke (im Tunnel) · U-Bahn-Strecke (im Tunnel) · U-Bahn-Strecke (im Tunnel) |  | Wendeanlage         | Wendeanlage |
| |  |                     |             |

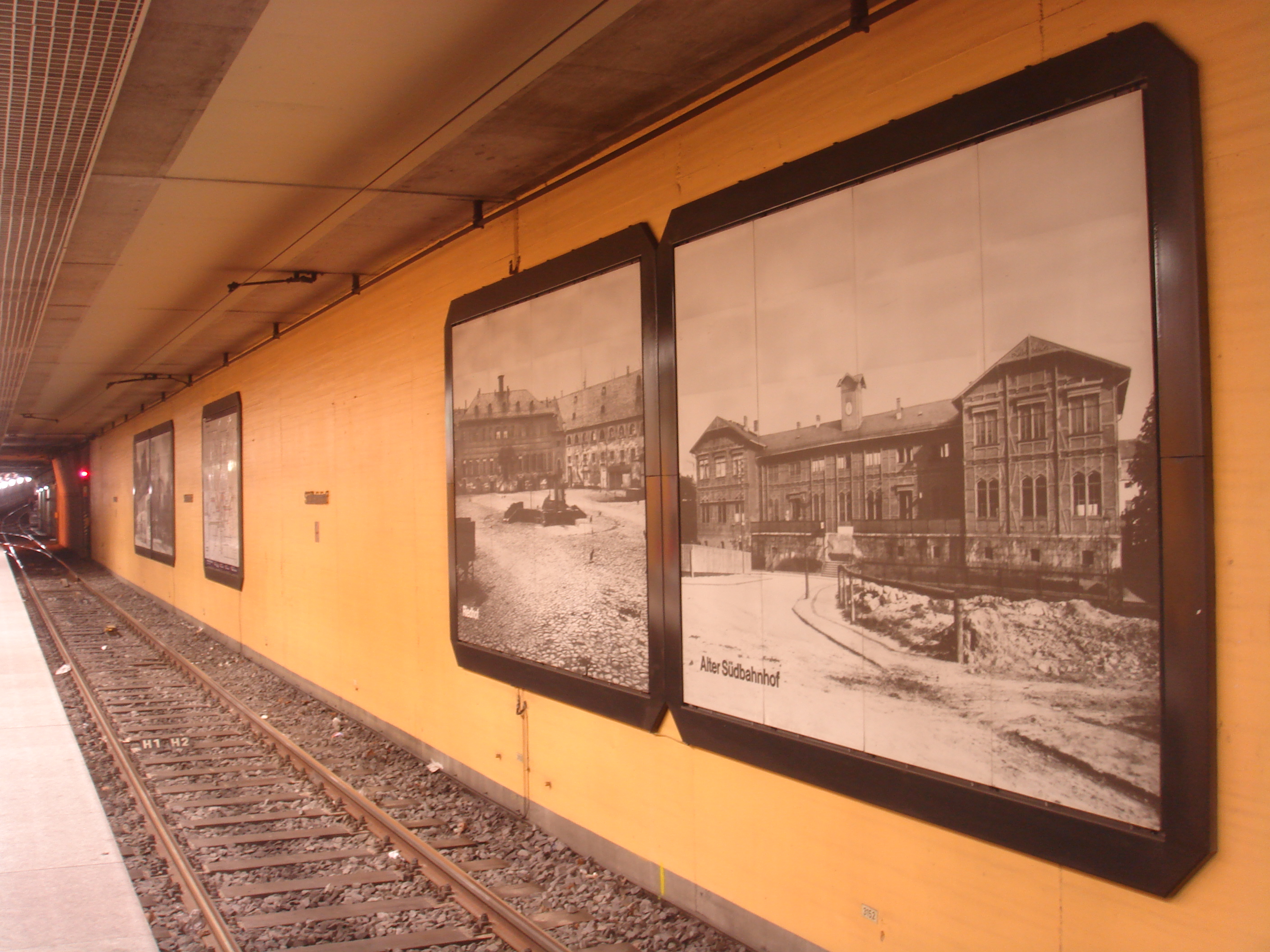
Wände des U-Bahnhofs mit historischen Bildern, unter anderem des alten Empfangsgebäudes

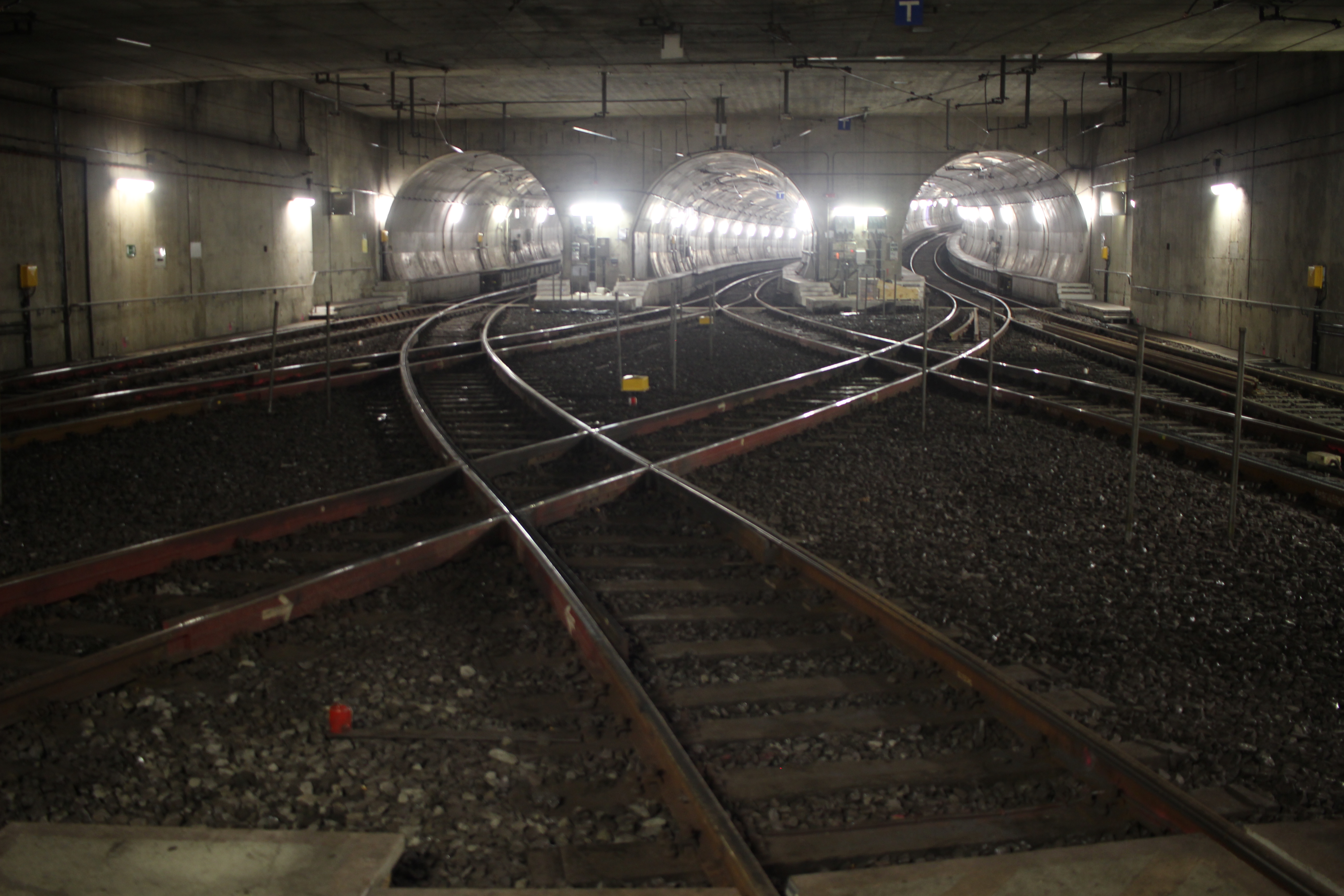
Blick in die Wendeanlage der U-Bahn

Am U-Bahnhof Südbahnhof endet die Frankfurter A-Strecke. Deshalb gibt es im Tunnel vor dem Bahnhof eine Überleitstelle und dahinter eine dreigleisige, ca. 200 Meter lange Wendeanlage, die aus drei einzelnen Röhren besteht.
Der Bahnhof selber hat zwei Streckengleise und einen Mittelbahnsteig.
Alle zwei bis fünf Minuten gibt es Anschluss an die Linien U1, U2, U3 und U8 Richtung Innenstadt und weiter nach Heddernheim, Ginnheim, Bad Homburg, Oberursel und Riedberg.
| Linie | Verlauf | Takt |
| ----- | --- | --- |
| S1    | Südbahnhof – Schweizer Platz – Willy-Brandt-Platz – Hauptwache – Eschenheimer Tor – Grüneburgweg – Holzhausenstraße – Miquel-/Adickesallee – Dornbusch – Fritz-Tarnow-Straße – Hügelstraße – Lindenbaum – Weißer Stein – Heddernheim – Zeilweg – Heddernheimer Landstraße – Nordwestzentrum – Römerstadt – Ginnheim/Niddapark – Ginnheim Mitte | 10 min (werktags) 15 min (sonn-/feiertags)                                                                                |
| S2    | Südbahnhof – Schweizer Platz – Willy-Brandt-Platz – Hauptwache – Eschenheimer Tor – Grüneburgweg – Holzhausenstraße – Miquel-/Adickesallee – Dornbusch – Fritz-Tarnow-Straße – Hügelstraße – Lindenbaum – Weißer Stein – Heddernheim – Sandelmühle – Riedwiese/Mertonviertel – Kalbach – Bonames Mitte – Nieder-Eschbach – Ober-Eschbach – Bad Homburg-Gonzenheim | 10 min (Südbf–Nieder-Eschb. werktags) 10/20 min (Nieder-Eschb.–Gonzenh. werktags) 5/10 min (HVZ) 15 min (sonn-/feiertags) |
| S3    | Südbahnhof – Schweizer Platz – Willy-Brandt-Platz – Hauptwache – Eschenheimer Tor – Grüneburgweg – Holzhausenstraße – Miquel-/Adickesallee – Dornbusch – Fritz-Tarnow-Straße – Hügelstraße – Lindenbaum – Weißer Stein – Heddernheim – Zeilweg – Wiesenau – Niederursel – Weißkirchen Ost – Bommersheim – Oberursel Bahnhof – Oberursel Stadtmitte – Oberursel Altstadt – Oberstedter Straße – Glöcknerwiese – Kupferhammer – Rosengärtchen – Waldlust – Oberursel-Hohemark | 15 min (werktags) 30 min (sonn-/feiertags)                                                                                |
| S8    | Südbahnhof – Schweizer Platz – Willy-Brandt-Platz – Hauptwache – Eschenheimer Tor – Grüneburgweg – Holzhausenstraße – Miquel-/Adickesallee – Dornbusch – Fritz-Tarnow-Straße – Hügelstraße – Lindenbaum – Weißer Stein – Heddernheim – Zeilweg – Wiesenau – Niederursel – Uni-Campus Riedberg – Riedberg | 15 min 10 min (HVZ) |